# Chantal Zitzenbacher
Chantal Zitzenbacher (* 22. April 1995 in Graz) ist eine österreichische Schauspielerin.

## Leben
Chantal Zitzenbacher wuchs in Graz und seit ihrem achten Lebensjahr in Wien auf. Direkt nach ihrer Matura an einer Wiener Handelsakademie spielte sie die Rolle der „Claudia“ im Coming-of-Age-Spielfilm Siebzehn. Ein knappes Jahr später drehte sie Die letzte Party deines Lebens im kroatischen Poreč, in dem sie die schüchterne Außenseiterin Carmen spielte. 2018 drehte sie als Hauptrolle neben Caroline Peters und Simon Schwarz Womit haben wir das verdient?, eine österreichische Culture-Clash-Komödie, in der sie die Rolle der Nina/Fatima verkörpert.

## Filmografie
- 2017: Siebzehn
- 2018: Die letzte Party deines Lebens
- 2018: Womit haben wir das verdient?
- 2023: Wie kommen wir da wieder raus?

## Nominierungen
- 2018: Nominierung für den Braunschweiger Filmpreis als „Beste Newcomerin“ für die Rolle der Nina/Fatima in Womit haben wir das verdient?.
- Romyverleihung 2019 – Nominierung in der Kategorie Bester Nachwuchs weiblich[1]